# Проводников, Руслан Михайлович
Русла́н Миха́йлович Проводнико́в (род. 20 января 1984, Берёзово, Россия) — российский боксёр-профессионал, выступавший в первой полусредней весовой категории. Чемпион мира по версии WBO (2013—2014).

## Биография
Руслан Проводников родился в посёлке городского типа Берёзово, с населением около 7 тысяч человек. Является манси по матери и русским по отцу. В 10 лет отец привёл его в боксёрский зал, чтобы отвлечь Руслана от улицы, где он участвовал в драках с другими детьми. Первым тренером Проводникова стал Евгений Вакуев, он занимался воспитанием Руслана и привил ему любовь к боксу. Несколько лет жил в Излучинске, где, занимаясь под руководством заслуженного тренера России Станислава Березина, поднялся до мастера спорта РФ.

### Любительская карьера
Проводников провёл 150 боёв и одержал 130 побед на любительском ринге, является мастером спорта. В 2000 году одержал победу в любительском турнире «Eurocadet Junior Championship», который проходил в Греции. В 2005 году Проводников проиграл в четвертьфинале Кубка мира по боксу среди нефтяных стран на призы ТНК-ВР, проводившегося в Нижневартовске.

### Профессиональная карьера
3 декабря 2006 года состоялся дебют Проводникова в профессиональном боксе. Бой проходил в рамках полусредней весовой категории, соперником Руслана был российский боксёр Кирилл Артемьев, для которого этот поединок также был дебютным в профессионалах. Поединок продлился все отведённые раунды, Проводников победил единогласным решением судей. Спустя два месяца Руслан боксировал с Дмитрием Торопчиным. В перерыве между 2-м и 3-м раундами Торопчин отказался продолжать бой. Три своих следующих боя Руслан провёл в США, все поединки закончились в 1-м раунде досрочной победой Проводникова. Затем последовали 12 побед подряд, прежде чем Руслан вышел на бой с американцем Маурисио Эррерой. Двенадцатираундовый поединок завершился победой Эрреры единогласным решением судей. Проводников участвовал в организации своего следующего боя, он состоялся в родном посёлке боксёра Берёзово. Ему противостоял Вячеслав Яковенко, Руслан сумел нокаутировать своего оппонента в 3-м раунде. 15 апреля 2011 года Проводников встречался с непобеждённым Иваном Попокой, поединок проходил в США. В 8-м раунде Руслан отправил мексиканского боксёра в нокаут.

#### Бой с Демаркусом Корли
5 декабря 2011 года Проводников вышел на бой с бывшим чемпионом мира Демаркусом Корли, поединок проводился в Екатеринбурге. Опытный американец хорошо изучил Руслана и старался действовать на дистанции, чтобы более молодой оппонент не смог воспользоваться превосходством в физической мощи. К концу боя у Проводникова открылось рассечение в районе глаза — первая серьёзная травма по ходу поединка в карьере Руслана. Проводников победил единогласным решением судей в равном бою. В интервью после боя Руслан отмечал, что не хотел рисковать, чтобы не пропустить сильный удар от ветерана. Ему пришлось действовать в не свойственной для себя манере, отказавшись от фирменного давления.
27 января 2012 года Проводников завоевал титул интерконтинентального чемпиона по версии WBO в первой полусредней весовой категории в бою против Давида Торреса. После этого боя Руслан сменил тренера, место Бадди Макгирта занял Фредди Роуч. Новый тренер пригласил Проводникова принять участие в тренировочном лагере чемпиона мира Мэнни Пакьяо, у Руслана появилась возможность проводить тренировочные поединки с одним из лучших боксёров современного бокса.
Проводников победил досрочно в двух своих следующих боях против Дэвида Торреса и Хосе Рейносо. После чего появилась информация, что в бою с Русланом заинтересован чемпион мира по версии WBO Тимоти Брэдли.

#### Бой с Тимоти Брэдли
3 февраля 2013 года стало известно, что свой следующий бой Проводников проведёт против чемпиона мира Тимоти Брэдли. Поединок состоялся 16 марта и транслировался ведущим американским телеканалом HBO. Руслан проиграл в зрелищном драматичном бою единогласным решением судей. Чемпион несколько раз был близок к «стоячему нокдауну», а в 1-м раунде оказался на настиле ринга, но рефери посчитал, что он поскользнулся. На последних секундах 12-го раунда Брэдли присел на колено, чтобы получить передышку, пока рефери отсчитывал ему нокдаун; по окончании счета прозвучал гонг о завершении раунда и боя. Несмотря на удачные действия в атаке, Проводников пропустил большое число точных ударов Тимоти, из-за чего на его лице образовались многочисленные ссадины и гематомы, а также рассечение в районе левого глаза. После финального гонга Проводников считал, что он выиграл бой, однако все трое судей отдали победу действующему чемпиону. В тот же вечер Брэдли был госпитализирован с диагнозом амнезия и сотрясение мозга.

Он [Проводников] намного мощнее Пакьяо. Он бьёт сильнее и его удары короче. Он отличный панчер, и я снимаю перед ним шляпу.
Оригинальный текст (англ.)He's much more powerful than Pacquiao. He hits harder, and has shorter punches. He's a great puncher, and I take my hat off to him.
— Тимоти Брэдли
Спустя несколько дней штаб Руслана Проводникова подал официальный протест в WBO на действия рефери поединка Пэта Расселла. Команда Проводникова настаивала, что Расселл допустил грубую ошибку, не начав отсчёт нокдауна после того, как Брэдли потерял равновесие и упал в начале боя (рефери посчитал, что боксёр поскользнулся). Главным требованием заявления было проведение матча-реванша между боксёрами.
Этот бой был признан боем года (2013) по версии журнала Ринг и по версии Ассоциации журналистов, пишущих о боксе (BWAA). За бескомпромиссный и агрессивный стиль ведения боя, который всегда показывает Руслан Проводников, он получил от болельщиков уважительное прозвище «Сибирский Рокки».
Статистика ударов (общая)
| Боксёр      | Раунд           | 1     | 2     | 3     | 4      | 5      | 6      | 7     | 8     | 9     | 10    | 11     | 12    | Всего    |
| ----------- | --------------- | ----- | ----- | ----- | ------ | ------ | ------ | ----- | ----- | ----- | ----- | ------ | ----- | -------- |
| Брэдли      | Попаданий/всего | 27/74 | 28/80 | 21/56 | 48/107 | 47/118 | 38/103 | 18/73 | 33/71 | 39/92 | 12/65 | 26/101 | 10/60 | 347/1000 |
|             | Процент         | 36 %  | 35 %  | 38 %  | 45 %   | 40 %   | 37 %   | 25 %  | 46 %  | 42 %  | 18 %  | 26 %   | 17 %  | 35 %     |
| Проводников | Попаданий/всего | 24/69 | 38/97 | 2/15  | 12/37  | 19/54  | 34/84  | 15/36 | 6/26  | 16/56 | 13/42 | 24/95  | 15/65 | 218/676  |
|             | Процент         | 35 %  | 39 %  | 13 %  | 32 %   | 35 %   | 40 %   | 42 %  | 23 %  | 29 %  | 31 %  | 25 %   | 23 %  | 32 %     |

#### Бой с Майком Альварадо
19 октября 2013 года Руслан встретился с действующим чемпионом мира по версии WBO в весовой категории до 63,5 кг, с американцем Майком Альварадо. У букмекеров Альварадо был фаворитом с небольшим преимуществом 1.05 к 1. Гонорар Альварадо составил 1.3 млн $, а Проводников как претендент заработал 600 тыс. $. Руслан Проводников был намного жёстче в ринге, и постоянно шёл вперёд. В итоге он сломил чемпиона, и Альварадо отказался выходить на ринг после 10-го раунда. Проводников стал новым чемпионом мира по версии WBO.

#### Потеря титула в бою с Алджиери
14 июня 2014 года Руслан Проводников вышел на ринг с малоизвестным американским боксёром, Крисом Алджиери (19-0). До боя многими экспертами Алджиери оценивался как проходной соперник, которого Руслан должен был пройти без труда. Первый раунд подтвердил ожидание, в нём Проводников дважды отправил Криса на канвас. Претендент смог продержаться, и благодаря дистанции смог выиграть больше раундов. Вердикт судей был неоднозначным — один из судей дал победу Проводникову со счётом 117:109, а двое других дали победу Алджиери со счётом 114:112. В итоге Проводников проиграл и утратил титул чемпиона мира.
28 ноября 2014 года Проводников победил техническим нокаутом в 5-м раунде экс-чемпиона мира Хосе Луиса Кастильо.

#### Бой с Лукасом Матиссе
18 апреля 2015 года Проводников в упорном бою уступил по очкам бывшему временному чемпиону мира WBC в 1-м полусреднем весе аргентинскому нокаутеру Лукасу Матиссе. В начальных раундах боя Проводников пропустил много тяжёлых ударов Лукаса Матиссе и получил рассечение, что сказалось на судейских оценках и результате встречи. Матиссе, работая вторым номером, встречал Руслана джебом и правыми прямыми, не позволяя Руслану сократить дистанцию и навязать рубку. Начиная с 8 раунда пошёл равный бой с небольшими преимуществом Матиссе.. В последних раундах Проводников сумел переломить ход боя и был близок к тому, чтобы отправить соперника в нокаут, но Матиссе смог продержаться, и судьи раздельным решением отдали победу аргентинцу. Сам Проводников признал этот бой самым тяжёлым в своей карьере.

#### Бой с Джоном Молиной-младшим
11 июня 2016 года Проводников встретился с бывшим претендентом на титул чемпиона мира в лёгком весе американцем Джоном Молиной-младшим. Бой продлился все 12 раундов. Судьи единогласно отдали победу Молине: 116—112, 115—113, 117—111. Сам Руслан признал справедливость поражения.

## Достижения

### Региональные титулы
- Интерконтинентальный чемпион по версии WBO в первом полусреднем весе (2009, 2012)
- Чемпион по версии WBC Asian Boxing Council в первом полусреднем весе (2011)
- Чемпион мира по версии WBO в первом полусреднем весе (2013)

## Интересные факты
- Принципиально не употребляет алкоголь[29].
- Любит творчество Сергея Есенина, Владимира Высоцкого и Игоря Талькова[29].